# Berezówka (rejon tyśmienicki)
Berezówka (ukr. Березівка, Bereziwka) – wieś na Ukrainie, w obwodzie iwanofrankiwskim, w rejonie iwanofrankiwskim.
Do 2020 w rejonie tyśmienickim.